# 5676 Вольтер
5676 Вольтер (5676 Voltaire) — астероїд головного поясу, відкритий 9 вересня 1986 року.
Тіссеранів параметр щодо Юпітера — 3,414.
Названо на честь Вольтера (фр. Voltaire, справжнє ім'я Марі Франсуа Аруе, фр. François Marie Arouet, 1694—1778) — французького письменника і філософа-деїста.